# What I Go to School For
«What I go to school for» (en español: «Por lo que voy a la escuela») fue el primer sencillo de la banda de pop rock británica Busted, alcanzando el número 3 en las listas de éxito.
El tema fue parodiado por el dúo Amateur Transplants, en su álbum de 2004 Fitness to Practice. Fue reescrita a una versión infantil por la banda Jonas Brothers, y más tarde, harían una versión del tema original para su álbum de 2006 It's About Time.
La canción, fue inspirada en el enamoramiento del bajista de Busted, Matt Willis, hacia su profesora de baile, cuando él tenía 15 años.

## Lista de temas

### CD1
1. «What I Go To School For» (Versión sencillo)
2. «What I Go To School For» (Versión acústica)
3. «Hat I Go To School For» (Alternative Remix)
4. «What I Go To School For» (Instrumental Mix)
5. «What I Go To School For» (CD-ROM Video)

### CD2
1. «What I Go To School For» (Álbum Versión)
2. «Brown Eyed Girl»
3. CD-ROM Interactive Interview

### US CD
1. «What I Go to School For» (Radio Versión)
2. «What I Go to School For» (Álbum Versión)
3. «What I Go to School For» (CD-ROM Video)